# Germain François Faure de Rochefort
Germain François Faure, comte de Rochefort, ou Dufaure de Rochefort, est un administrateur français baptisé à Périgueux, né le 29 juillet 1754, et mort à Bordeaux le 8 août 1822 . 

## Biographie
Fils de Bernard Faure de Rochefort (1724-avant 1796), trésorier de France à Périgueux, marié, en 1753, avec Françoise Léonarde du Cluzel de la Chabrerie (1735-1821). 
Il a été avocat général à la Cour des aides de Paris en 1776, dont il démissionne en septembre 1785. Il est maître des requêtes à partir du 17 août 1785 jusqu'à la Révolution.
Il est nommé intendant de Bretagne le 14 décembre 1788 et le reste jusqu'au 15 janvier 1790. Revenu à Périgueux, il y est arrêté le 15 frimaire an II (5 décembre 1793) et reste en prison jusqu'au 23 vendémiaire an III (14 octobre 1794).
Il s'est marié au Taillan-Médoc en 1796 avec Marie Gabrielle de Lavie (1773-1855), fille de Paul-Marie-Arnaud de Lavie, séparé de biens en 1810.
Il est membre du conseil général de Dordogne en 1810. Il est nommé conseiller d'État honoraire le 5 juillet 1814.

## Distinctions
- Chevalier de la Légion d'honneur, le 1er janvier 1815,
- Officier de la Légion d'honneur, le 1er mai 1821[1].